# 吳漢章 (演員)
吳漢章（英語：James Hong，1929年2月22日—），華裔美國演員、配音員、製片人和導演。CNN於2020年查證，吳是美國好萊塢電影史上目前最多產的演員，至今參與超過700部電影，2022年成為第19位在好萊塢星光大道上留名的亞裔人物。

## 生平
吳漢章1929年2月22日出生於美國明尼蘇達州明尼阿波利斯市，祖籍台山，父母是中國移民吳福堂（又名）和李瑞花（Lee Shui Fa）。父親經由加拿大從香港移民至美國伊利諾伊州芝加哥市，之後移居明尼蘇達州明尼阿波利斯市，在當地擁有一家餐廳，並是當地華僑社團「協勝堂」領袖。
吳漢章年幼時隨家人搬到香港，居於九龍，10歲返回美國，畢業於明尼阿波利斯中央高中。他在父親店裡看到京劇演員排練，從此對表演藝術產生了興趣。
吳漢章就讀明尼蘇達大學土木工程系，課餘時間都花在移動板塊和替鑽探隊修理模板。1950年代初，韓戰爆發，他學業中斷，奉召入伍到美國陸軍服役。戰後，吳漢章於1953年隨同朋友移居洛杉磯，在南加州大學完成學業。之後白天擔任洛杉磯的道路工程師，晚上、周末及假期從事演出和配音工作。五年半後終於辭退工程工作，全職從事演出和配音工作。
1952年韓戰爆發，其於美國阿拉巴馬州的麥克里倫堡和拉克營地陸軍特別服務部隊服役18個月。他受訓完後會表演以娛樂士兵，營地將領看過他的表演後，指派他留在營地負責表演，不用派駐韓戰前線。吳漢章認為這經歷可能救了他一命，他相信自己帶著美軍帽衝向敵方，會被北韓軍槍殺，以他面孔撤退回己方，又會遭誤認為偽裝敵兵而被美軍槍殺。
1955年退伍歸國後，在克拉克·蓋博主演的電影《江湖客》（Soldier of Fortune）中，以飾演中國警官正式開始參與好萊塢電影演出。之後在演藝生涯中曾陸續與約翰·韋恩、史提夫·麥昆、法蘭克·辛納屈等巨星同台演出，主要飾演各種各樣的亞洲人角色，包括中國、日本和越南人。他也曾參與多部動畫片配音，例如《功夫熊猫》系列的鵝阿爹。
2020年，演員金大賢在GoFundMe發起運動，成功讓吳漢章在好萊塢星光大道上獲得一顆星星。吳漢章於2022年獲納入星光大道榮譽名單內，成為史上得這殊榮最年長的人。

## 個人生活
吳漢章1977年與蘇珊·唐（Susan Tong）結婚，兩人育有一女，1978年出生，家住加利福尼亞州洛杉磯。
吳漢章是長老會教徒，與家人在明尼阿波利斯西敏長老會教堂參與教會活動。

## 個人獎項
- 安妮獎 (2011)

最佳動畫電視製作配音，
飾演「Mr Ping」，
功夫熊貓假期（2010）
- 拉斯維加斯影評人協會獎

終身成就獎（2007）